# 近泰男
近 泰男（こん やすお、1928年（昭和3年）4月22日 - 2017年（平成29年）11月18日）は、日本の家族計画運動家。元日本家族計画協会会長・理事長、元ジョイセフ（家族計画国際協力財団）理事長・顧問。

## 略歴
新潟県新潟市出身。1941年（昭和16年）に新潟中学校に入学、1944年（昭和19年）に海軍飛行予科練習生として美保海軍航空隊に入隊、1945年（昭和20年）に新潟中学校を卒業、1951年（昭和26年）に中央大学専門部法科を卒業。
1946年（昭和21年）から日本生産合作社協会に勤務、1949年（昭和24年）から東京公衆衛生協会に勤務、1956年（昭和31年）に日本家族計画普及会理事に就任、1961年（昭和36年）に東京寄生虫予防協会理事に就任、1964年（昭和39年）に日本家族計画協会常務理事に就任、1966年（昭和41年）に日本家族計画協会事務局長に就任、1967年（昭和42年）に東京都予防医学協会理事に就任、日本家族計画協会専務理事に就任、1988年（昭和63年）にジョイセフ事務局長に就任、1990年（平成2年）にアジア人口・開発協会理事に就任、2000年（平成12年）に日本家族計画協会理事長に就任、2003年（平成15年）にジョイセフ理事長に就任、2012年（平成24年）に日本家族計画協会会長に就任。
1994年（平成6年）にエジプトのカイロで開催された国際人口開発会議に非政府組織 (NGO) 初の政府代表団として参加、2001年（平成13年）にジョイセフはNGOとして日本初となる国連人口賞を受賞。
2017年（平成29年）11月18日午後6時10分に死去。
國井長次郎（日本家族計画協会とジョイセフの創設者）とともに寄生虫予防の仕事から始め、日本各地の放置自転車を発展途上国の保健婦の交通手段として発送する活動などに取り組み、日本の母子保健・家族計画運動を推進した。

## 栄典・表彰
- 1977年（昭和52年）11月0 0 - 厚生大臣表彰[1][5]
- 2008年（平成20年）4月29日 - 藍綬褒章[1][6]
- 2009年（平成21年）11月0 0 - 国際家族計画連盟 (IPPF) リプロダクティブ・ヘルス/ライツ個人賞（世界第1号）[1][5]

## 関連人物
- 近貞一 - 兄[7]、林業技術者、実業家、元王子緑化常務取締役[8]。新潟高等学校の学生だった時は新潟市西大畑町（現 新潟市中央区）に居住。
- 近熊次郎 - 近貞一が東京帝国大学の学生だった時の下宿の主人、米穀商、近磯商店代表取締役。新潟県北蒲原郡築地村（現 胎内市）出身。1931年（昭和6年）に東京市本郷区根津須賀町（現 東京都文京区根津1丁目）に転居[9]。
- 近貞三郎 - 近熊次郎の弟、米穀商、近磯商店取締役・新潟出張所長[10]。1922年（大正11年）に新潟市西大畑町（現 新潟市中央区）に転居[11]。
- 近寅一郎 - 近熊次郎の兄、米穀商、近磯商店代表取締役社長。日本画家・土田麦僊の支援者[12]。
- 近磯吉 - 近熊次郎の父、米穀商、近磯商店創業者・監査役。

## 著作物

### 著書
- 『日本家族計画協会創立60周年記念誌 家族計画運動の歩み』日本家族計画協会、2014年。

### 編書
- 『家族計画便覧』日本家族計画協会、1970年。
- 『指導者ハンドブック 現代の家族計画』日本家族計画協会、1984年。
- 『家族計画便覧 21世紀への指導マニュアル』日本家族計画協会、1990年。
- 『家族計画便覧 21世紀へのキーワード 家族・女性・健康・性・避妊』日本家族計画協会、1994年。
- 『Chance and Challenge 新しいジョイセフをめざして』ジョイセフ、1998年。
- 『家族計画便覧2000 少子高齢社会とリプロ・ヘルス』日本家族計画協会、2000年。

### 論文
- CiNii収録論文 - CiNii